# Unser Weg ist der beste
Unser Weg ist der beste  (Originaltitel: La Meilleure Façon de marcher) ist ein französischer Spielfilm von Claude Miller aus dem Jahr 1976 über Coming of Age und sexuelle Identität.

## Handlung
In einem Feriencamp in der französischen Provinz in den 1960er Jahren treffen zwei unterschiedliche junge Männer aufeinander: der sensible, in sich gekehrte Philipp und der sportliche und betont männliche Marc. Unter den Lehrern des Camps ist Marc der unumstrittene Wort- und Anführer. Eines Abends wird Philipp auf seinem Zimmer in Frauenkleidern von Marc überrascht. Philipp fühlt sich schuldig und hat Angst, dass Marc seine geheime Neigung offenbart; was dieser offenbar nicht tut. Marc demütigt und hänselt dafür Philipp die ganze weitere Zeit im Camp. Auch Philipps Freundin Chantal wird Zeugin der Erniedrigungen von Marc. Am Abschlussfest der Ferientage kann Philipp die Situation umkehren: bei einem Maskenball gibt er Marc die erlittenen Provokationen zurück und setzt sich auch körperlich zur Wehr. In einem Ausblick in der Zukunft wird gezeigt, wie Marc als Immobilienmakler mehrere Jahre später Philipp und seiner Freundin Chantal eine Wohnung zeigt.

## Kritik
Franz Ulrich schrieb im film-dienst 18/1977: „Millers erster langer Spielfilm weist eine erstaunliche handwerkliche Perfektion auf, einen sicheren Einsatz der filmischen Mittel und eine stimmige atmosphärische Gestaltung. […] Immer wieder durchbricht er den formalen Firnis und den Handlungsverlauf durch unerwartete, ja widerhakige Wendungen, durch heitere oder zarte ‚Pinselstriche‘, aber auch durch herbe, ja bittere und sogar vulgäre, krasse Einschübe und Akzente. Präzis und sicher werden die Schauspieler geführt, so daß sogar so delikate Dinge wie die Darstellung der heiklen Beziehung zwischen Philippe und seiner Freundin, die ihm mit Verständnis und Einfühlungsvermögen beisteht, völlig überzeugend geraten.“
Das Lexikon des internationalen Films resümierte: „Ein herber, zuweilen krasser Film, frisch und lebendig gespielt und entwickelt. Er bietet eine intelligente Reflexion über die Beziehungen zwischen zwei Menschen, von denen der eine durch sein Schuldbewußtsein den anderen geradezu in die Rolle des Folterers drängt.“

## Auszeichnungen
Der Film gewann 1977 den César für die beste Kamera; er war zudem als bester Film, für die besten Darsteller (Patrick Dewaere und Patrick Bouchitey), die beste Regie, das beste Drehbuch und den besten Ton nominiert.